# The Tourist
The Tourist is een Amerikaanse romantische thrillerfilm uit 2010. Het is een remake van de Franse film Anthony Zimmer.
De film gaat over een nietsvermoedende toerist die meegetrokken wordt in een gevaarlijk kat- en muisspel.

## Verhaal
De film begint in Frankrijk, ingezoomd op Elise Clifton-Ward. Zij wordt rustig achtervolgd door een aantal agenten, want zij vermoeden dat zij banden heeft met Alexander Pearce. Alexander is gevlucht, want hij wordt ervan verdacht 2,3 miljard dollar gestolen te hebben van een gangsterleider.
Elise ontvangt een brief, vermoedelijk van Alexander Pearce, waarin staat dat ze een trein moet nemen naar Venetië. In die trein moet ze een man zoeken die ongeveer dezelfde lengte en breedte heeft als Alexander. 
Eenmaal in de trein aangekomen, komt Elise Frank Tupelo tegen, een klungelige wiskundeleraar uit Wisconsin. Ze vraagt of hij haar mee uit eten wil nemen.
Als ze aankomen in Venetië scheiden hun wegen. Althans, dat denkt Frank. Even later komt Elise met een boot langsvaren, en vraagt of hij mee wil. Eenmaal in de boot varen ze naar een hotel waar Elise tijdelijk verblijft. In de kamer staat een bos rozen, met daarin een briefje. In dat briefje staat dat Elise naar een bal moet gaan, en dat ze daar Alexander zal aantreffen. Tot die tijd nemen Elise en Frank de tijd om elkaar een beetje te leren kennen.
Wanneer die tijd voorbij is, zet Elise Frank af bij het vliegveld. Als Elise wegvaart, zegt Frank nog snel: "But I'm in love with you..." (Maar ik ben verliefd op jou...). Maar Elise is al te ver weg. Wanneer Frank wegloopt, kijkt Elise nog snel om, om daarna snel weer verder te varen.
Na dit afscheid wil Elise Alexander aangeven bij de politie-eenheid waarvoor ze werkte, onder voorwaarde dat ze ontslagen wordt bij de politie. Zij gaan hiermee akkoord, maar ook weer onder voorwaarde dat Elise een microfoontje moet dragen tijdens het aankomende bal. Zo kunnen zij precies volgen wat er gezegd wordt.
Op het bal krijgt Elise weer een brief, dit keer van Alexander. Ze probeert de man te volgen die haar de brief heeft gegeven, maar komt hierbij, per toeval, Frank tegen. Het hele team denkt dat de missie in het water valt, want hij verpest het plan. Elise vraagt of Frank weg wil gaan, en loopt weg. Frank wil achter haar aanlopen, maar wordt op zijn weg naar haar toe vastgepakt door twee agenten, en zij nemen hem mee naar de leider van de politie-eenheid. Ze houden hem daar, zodat de missie niet in het water valt. 
Intussen heeft Elise de brief al geopend, waarin een adres staat waar ze naartoe moet gaan. Daar zou de kluis moeten zijn waarin iets ligt dat heel waardevol is. Wanneer Elise de ruimte, die aangegeven staat in de brief, binnenloopt, gaat plots het licht aan en loopt gangsterbaas Shaw binnen. Hij vraagt wanhopig aan haar waar de kluis zich bevindt, maar Elise weet het niet.
Ondertussen wordt Frank nog steeds vastgehouden door de politie-eenheid. Hij vraagt meerdere malen of hij vrijgelaten mag worden, of dat ze willen ingrijpen in hetgeen er allemaal gebeurt in de ruimte met Elise. Frank en de politie-eenheid kunnen namelijk precies zien wat er zich allemaal afspeelt. Zo zien ze dus dat de gangsterbaas alles probeert om uit Elise de informatie te krijgen die aangeeft waar de kluis is.
Wanneer de politie-eenheid beweging ziet op het pleintje, zien ze dat het iemand is die heel erg op Frank lijkt. Ze zeggen meteen dat het Alexander is, en zeggen tegen Frank dat hij inderdaad wel wat op hem lijkt. Als ze zich omdraaien, is Frank weg. Hij is naar Elise, om haar te redden.
Op het moment dat Elise wordt gedwongen de kluis open te maken, en ze bijna wordt doodgeschoten, komt Frank de kamer in lopen. Iedereen vraagt zich af wat hij daar komt doen. Wanneer Frank zegt dat hij Alexander is, wil niemand hem geloven. Hij noemt van alles op wat hij heeft veranderd aan zijn uiterlijk zodat niemand hem herkende, maar ze willen hem niet geloven. Het enige wat nog helpt om Elise te redden is de kluis te openen en de inhoud aan de gangsterbaas geven.
Wanneer Frank bijna de cijfercode van de kluis intypt, geeft de politie-eenheid toestemming te schieten op de gangsterbaas en zijn handlangers, en worden ze dus vermoord. Elise verklaart dat ze werkelijk van Frank houdt maar ook nog steeds van Alexander. Uiteindelijk typt Frank de cijfercode in, en bewijst hiermee dat hij toch Alexander is. Elise en Alexander nemen de inhoud van de kluis mee (Alexander heeft immers geen schuld meer, omdat de gangsterbaas nu dood is), en ze vertrekken samen met de boot.
De politie-eenheid wil ook graag de inhoud van de kluis hebben, maar wanneer ze de kluis open blazen met dynamiet, vinden ze in de kluis een cheque ter waarde van 744 miljoen pond (zoveel was hij de staat schuldig), ondertekend door Alexander Pearce.
De film eindigt met Elise en Alexander aan boord van een zeilbootje, vertrekkend om een mooie toekomst samen op te bouwen. Nog even vraagt Elise waarom Alexander juist dát gezicht heeft uitgekozen, na een metamorfose te hebben ondergaan van maar liefst 20 miljoen dollar. Uiteindelijk vindt ze het ermee door kunnen, en de camera zoomt uit op de mooie wateren in Venetië.

## Rolverdeling
- Johnny Depp als Frank Tupelo / Alexander Pearce
- Angelina Jolie als Elise Clifton-Ward
- Paul Bettany als Inspecteur John Acheson
- Timothy Dalton als Chef Inspector Jones
- Steven Berkoff als Reginald Shaw
- Rufus Sewell als "Alexander Pearce" / de Engelsman
- Christian De Sica als Colonnello Lombardi
- Alessio Boni als Sergente Cerato
- Daniele Pecci als Tenente Narduzzi
- Giovanni Guidelli als Tenente Tommassini
- Raoul Bova als Conte Filippo Gaggia
- Igor Jijikine als Virginsky
- Bruno Wolkowitch als Capitaine Courson
- Marc Ruchmann als Brigadier Kaiser
- Julien Baumgartner als Brigadier Ricuort
- François Vincentelli als Brigadier Marion
- Shashidhar als Shz
- Nino Frassica als Maresciallo Cecchini
- Neri Marcorè als Alessio